# Bernhard von Rechberg
El Conde Johann Bernhard von Rechberg und Rothenlöwen (en alemán: Johann Bernhard Graf von Rechberg und Rothenlöwen; 17 de julio de 1806 - 26 de febrero de 1899) fue un estadista austriaco.

## Biografía
Nacido en Regensburg siendo el segundo hijo del hombre de estado bávaro Conde Aloys von Rechberg und Rothenlöwen (1766-1849), Johann Bernhard estaba destinado al servicio público bávaro. Su hermano mayor era miembro hereditario de la Cámara Alta en el parlamento de Wurtemberg. Fue educado en las universidades de Estrasburgo y Múnich, pero disgustó al rey Luis I de Baviera por el papel que jugó como segundo en un duelo, y en 1828 fue transferido al servicio diplomático austriaco.
Después de ser agregado a las embajadas en Berlín, Londres y Bruselas, fue elegido enviado a Estocolmo (1841) y Río de Janeiro (1843). Regresando a Europa en 1847, al estallido de la Revolución de 1848 en Viena estaba al servicio del Canciller del Estado, el Príncipe Klemens von Metternich, a quien acompañó y asistió en su huida a Inglaterra. En julio de 1848 fue elegido plenipotenciario austriaco en el Parlamento de Fráncfort alemán, en 1851 se convirtió en internuncius austriaco en Constantinopla, y en 1853 colega civil de Radetzky en el gobierno de Lombardía-Venecia. En 1855 retornó a Fráncfort como representante austriaco y presidente de la dieta federal. Como pupilo de Metternich hubiera deseado mantener el buen entendimiento con Prusia que parecía el necesario fundamento para una política conservadora; sin embargo, se convirtió en el instrumento de la política anti-prusiana de Buol, el ministro de exteriores; esto provocó constantes disputas con Bismarck, en ese tiempo enviado prusiano en la dieta, que se agudizaron por el temperamento colérico de Rechberg, que en una ocasión casi lo llevan a un duelo. Bismarck, sin embargo, siempre expresó su alta apreciación por su carácter y habilidades. En mayo de 1859, en vísperas de la Segunda guerra de la independencia italiana (1859), fue elegido ministro austriaco de asuntos exteriores y ministro-presidente, rindiendo el último puesto al Archiduque Raniero al año siguiente.
Los cinco años durante los cuales Rechberg sostuvo la cartera de asuntos exteriores cubrieron la guerra con el Piamonte y Francia, la insurrección en Polonia, el intento de reforma de la Confederación Germánica a través del Fráncfort Fürstentag, y la guerra austro-prusiana con Dinamarca. Después de la derrota de Magenta Rechberg acompañó al emperador a Italia, y tuvo que tratar con la crisis causada por una guerra de la que no era responsable. Inició concesiones a Hungría y en la cuestión polaca, y fue responsable de la adhesión de Austria a una alianza con las Potencias Occidentales. En la cuestión germánica, la política de Rechberg era de compromiso. Al proyecto del Fürstentag se opuso por completo. El proyecto había sido sugerido al emperador Francisco José por su yerno, el príncipe heredero de Thurn und Taxis, y los acuerdos preliminares se habían hecho sin que Rechberg fuera informado. Cuando al final fue informado, presentó su dimisión, que no fue aceptada, y acompañó al emperador en el encuentro abortivo en Fráncfort (agosto de 1863). El intento hecho por Rechberg en la subsiguiente conferencia ministerial en Núremberg de establecer una liga germánica sin Prusia tampoco tuvo éxito, y ahora volvió a la política, por la que siempre había abogado, en oposición a Schmerling, de un acuerdo pacífico entre Prusia y Austria como indispensable preliminar para la reforma de la Confederación.
Con esta coyuntura la muerte del rey Federico VII de Dinamarca (15 de noviembre de 1863) abrió la cuestión de Schleswig-Holstein. En el duelo diplomático que siguió, Rechberg no fue rival para Bismarck. Convino en una política austriaca en concierto con Prusia contra Dinamarca; pero Rechberg era consciente de que el objetivo de Bismarck era la anexión de los ducados. Trató de guardarse contra esto poniendo como condición de la alianza que los ducados solo se separarían de Dinamarca con el consentimiento común de las dos potencias germánicas. Bismarck, sin embargo, insistió en que la cuestión del último destino de los ducados debería dejarse abierta; y cuando respaldó este argumento con la amenaza de que si Austria no aceptaba la propuesta Prusia actuaría sola, Rechberg cedió. Su acción fue objeto de violentos ataques en la Cámara Baja austriaca (28-30 de enero de 1864), y cuando la guerra concluyó victoriosamente y los designios de Prusia sobre los ducados se hicieron evidentes, la opinión pública se volvió más y más contra él, exigiendo que Austria debería apoyar al Duque de Augustenburg incluso con el riesgo de una guerra. Rechberg cedió hasta el punto de asegurar al representante del duque en Viena que Austria estaba determinada a colocarle en posesión de los ducados, pero solo con la condición de que no renunciara a ninguno de sus derechos soberanos en favor de Prusia. Como resultado de esto el duque rechazó los términos ofrecidos por el rey Guillermo I y Bismarck.
El 22 de agosto hubo un encuentro entre el emperador Francisco José y el rey Guillermo en Schönbrunn, donde estuvieron presentes Rechberg y Bismarck. El propio Rechberg estaba a favor de permitir a Prusia la anexión de los ducados, con la condición de que Prusia debería garantizar la posesión de Austria de Venecia y de la costa Adriática. En el primer punto no se alcanzó ningún acuerdo; pero se acordó un principio de alianza austro-prusiana en el caso de una invasión francesa de Italia. Esta última propuesta, sin embargo, fue recibida con violenta oposición en el ministerio, donde la influencia de Rechberg había sido eclipsada por la de Schmerling; la opinión pública, absolutamente desconfiada con las promesas prusianas, estaba mayormente excitada; y el 27 de octubre Rechberg entregó su dimisión, recibiendo al mismo tiempo la Orden del Toisón de Oro del emperador como señal de un favor especial. Fue hecho miembro hereditario de la Cámara Alta del Reichsrat en 1861, y hasta 1879 continuó tomando parte ocasionalmente de los debates. Murió en su chateau (Schloss Altkettenhof) de Kettenhof (hoy: Schwechat) cerca de Viena el 26 de febrero de 1899. Se había casado, en 1834, con Hon. Barbara Jones, hija mayor del 6º Vizconde Ranelagh, con la que tuvo un hijo, el Conde Luis (n. 1835).